# Râul Carastelec
Râul Carastelec este un curs de apă, afluent al râului Crasna. 